# Mistrzostwa Polski w Podnoszeniu Ciężarów Kobiet 2014
21. edycja mistrzostw Polski w podnoszeniu ciężarów kobiet odbyła się w dniach 10-12 października 2014 roku w Makowie Mazowieckim.

## Wyniki
| Konkurencja: | Złoto:                                         | Wynik         | Srebro:                                              | Wynik         | Brąz:                                        | Wynik        |
| 48 kg        | Wioleta Jastrzębska (WLKS Siedlec Nowe Iganie) | 165 (75+90)   | Agata Fus (Znicz Biłgoraj)                           | 151 (64+87)   | Monika Grzesiak (AZS-AWF Biała Podlaska)     | 150 (67+83)  |
| 53 kg        | Agnieszka Zacharek (AKS Białogard)             | 149 (65+84)   | Emilia Malec (AZS-AWF Biała Podlaska)                | 148 (65+83)   | Agata Zaweracz (Lechia Sędziszów Małopolski) | 148 (65+83)  |
| 58 kg        | Joanna Łochowska (UKS Zielona Góra)            | 204 (92+112)  | Agata Grzegorek (MAKS Tytan Oława)                   | 176 (76+100)  | Iwona Kępa (Mazovia Ciechanów)               | 172 (78+94)  |
| 63 kg        | Katarzyna Ostapska (MAKS Tytan Oława)          | 197 (87+110)  | Aleksandra Klejnowska-Krzywańska (Zawisza Bydgoszcz) | 181 (80+101)  | Aleksandra Michalska (Górnik Polkowice)      | 176 (81+95)  |
| 69 kg        | Patrycja Piechowiak (Budowlani Nowy Tomyśl)    | 209 (93+116)  | Milena Kruczyńska (UOLKA Ostrów Mazowiecka)          | 197 (87+110)  | Katarzyna Kraska (Górnik Polkowice)          | 180 (77+103) |
| 75 kg        | Katarzyna Lisewska (WLKS Siedlce Nowe Iganie)  | 213 (100+113) | Kinga Kaczmarczyk (MAKS Tytan Oława)                 | 195 (90+105)  | Jolanta Wiór (GKS Andaluzja Piekary Śląskie) | 184 (84+100) |
| +75 kg       | Sabina Bagińska (WKS Śląsk Wrocław)            | 232 (101+131) | Magdalena Pasko (Lechia Sędziszów Małopolski)        | 231 (100+131) | Aleksandra Mierzejewska (Legia Warszawa)     | 207 (90+117) |